# Деймон Таргарієн
Деймон Таргарієн (Дейемон)— персонаж вигаданого світу, створеного американським письменником Джорджем Мартіном у сазі «Пісня льоду та вогню». Принц Вестероса з династії Таргарієнів, король Ступенів, чоловік королеви Вестероса Рейєніри, учасник Танцю Драконів. Герой ряду книг Мартіна та серіалу «Дім Дракона».

## Біографія
Згідно з Джорджем Мартіном, Дейемон був другим сином принца Бейлона Таргарієна, онуком короля Вестероса Джейєхериса I Миротворця, молодшим братом короля Візериса I. У 16 років він був посвячений у лицарі та отримав від діда-короля валірійський меч Темна Сестра. Принц одружився з Реєю Ройс, леді Місячного Каменю, і кілька років прожив у володіннях дружини в Долині Аррен. У правління Візериса він засідав у Малій раді і пізніше командував столичною міською вартою. При цьому простонароддя дарувало брату Візериса Першого прізвисько Лорда Блошиного Кінця. Оскільки король мав тільки дочку, Рейєніра, Дейемон вважав себе спадкоємцем престолу і марно добивався від брата титулу принца Драконячого Каменю. Після смерті королеви Ейемми Аррен і новонародженого сина Візеріс оголосив своєю спадкоємицею дочку, а заразом і посварився з братом після його невтішних висловлювань про «спадкоємця на день». Принц Дейемон, розлютившись, у супроводі ліссенійської куртизанки Місарії відлетів на Драконів Камінь, проте йому довелося згідно з наказом брата — короля повернутися до своєї дружини. Пізніше разом із лордом Дрифтмарка Корлісом Веларіоном він завоював архіпелаг Ступені, який також претендувала Триархія, і проголосив себе королем Ступенів і Вузького моря. Незабаром Візеріс Перший помирився зі своїм молодшим братом і повернув його до складу Малої Ради. Сама Рея Ройс невдовзі померла під час нещасного випадку і принц Дейемон одружився з дочкою Корліса Лейне Веларіон, зумівши вбити мечем під час поєдинку її попереднього нареченого. У шлюбі з Лейною він був щасливий. У 116 р. леді Лейна народила близнюків, перших законнонароджених дітей принца Деймона Таргарієна. Батько назвав дівчаток Бейла (на честь свого батька) та Рейна (на честь матері Лейни). У 120 році Лейна народила принцу Деймону сина, якого той так давно хотів — але дитина виявилася потворною і недорозвиненою і померла протягом години. Через три дні після пологів леді Лейна розлучилася із життям. Вона полетіла на своєму драконі Вхагар, але на сходах вежі Лейна впала і померла. Рейєніра була одружена з братом Лейни Лейнором Веларіоном, невдовзі після його загибелі вона зблизилася з Дейемоном і згодом стала його 3 дружиною, народивши синів Ейєгона III і Візериса.
У 129 року від З. е.. помер старший брат Деймона, король Візерис I. Партія зелених — прихильників Ейгона II — постаралася забезпечити перехід влади в руки Ейгона, а не Рейніри: вони протягом тижня зберігали смерть короля в таємниці. Коли стало відомо про коронацію Ейгона, Деймон і Рейніра зібрали свою власну «чорна раду» на Драконовому Камені. У відповідь на коронацію Ейгона у столиці Деймон сам коронував Рейніру короною Джейхейріса I Таргарієна. Чорні не наважилися безпосередньо атакувати столицю, а вирішили спочатку зібрати армію у лояльних Рейнірі Річкових землях.
У той час як більшість річкових лордів підтримувала Рейніру, Харренхолл, найбільший замок Річкових земель, належав Ларісу Стронгу, одному з найвідоміших прихильників Ейгона II. Деймон прилетів до замку на драконі Караксесі і підпалив вершину вежі Королівський Костер. Після цього кастелян замку сир Саймон Стронг здався і став заручником разом із своїми онуками. В цей же час стало відомо про загибель пасинка Деймона Люцеріса Веларіона — біля Штормового Межа: його вбив Еймонд Таргарієн. Деймон надіслав на Драконів Камінь листа зі словами «Око за око, сина за сина, Люцеріс буде помщений» і задіяв свої старі зв'язки в столиці. Його коханка Місарія найняла двох убивць, відомих як Кров та Сир, які проникли до Червоного замку. Кров і Сир убили Джейхейріса, старшого сина та спадкоємця Ейгона II, на очах його матері Хелейни.
Еймонд Таргарієн і Крістон Коль виступили з армією і драконом Вхагар на Харренхолл, щоб покарати Деймона, але Деймон і не збирався обороняти замок: він вилетів на Караксесі в Королівську Гавань, зробивши великий гак навколо Божого Ока та Чорноводної, щоб не зустрічатися з ворогом.
Хоча Рейніра і зайняла Залізний Трон, її становище було нестійким: одноокий принц Еймонд Таргарієн на Вхагар палив Річкові землі, а з півдня насувалася велика армія Ормунда Хайтауера та Дейрона Відважного. Деймон пропонував винищити будинки Ланністерів і Баратеонів і віддати їх замки вірним Рейнірі драконячим вершникам. У результаті Рейніра вислала Деймона та його коханку Крапиву в Річкові землі — полювати Еймонда і Вхагар.
Деймон викликав племінника на поєдинок. Принци не стали битися в замку, а осідлали своїх драконів і вступили в бій високо над озером Божим Оком. Деймон зі своїм валірійським мечем Темна Сестра перебрався на спину Вхагар, зірвав із пристебнутого до сідла Еймонда шолом і встромив меч у око племінника. Після цього дракони впали в озеро. Смертельно поранений Караксес вибрався з озера самостійно, але загинув уже на березі, а скелети Вхагар та Еймонда разом із Темною Сестрою підняли з дна вже після війни, тіло Деймона так і не знайшли.

## У культурі
Дейемон вперше з'явився в повісті Джорджа Мартіна «Принц-розбійник». Пізніше він став персонажем псевдохронік «Світ льоду та полум'я» та «Полум'я та кров». Дейемон відіграє важливу роль у серіалі «Дім Дракона», де його зіграв Метт Сміт.